# Музыкальный автомат кричит о любви
«Музыкальный автомат кричит о любви» (итал. Juke box urli d'amore) — итальянский музыкальный фильм 1960 года. Четвёртая роль в кино известного итальянского актёра и певца Адриано Челентано. Альтернативное название фильма — «Вопли любви».

## Описание
Фильм в какой-то степени является сиквелом картины «Ребята и музыкальный автомат», несмотря на то, что прямого отношения к первому фильму картина не имеет. Сюжет полностью отличается от предыдущего, сходство заключается лишь в присутствии в эпизодических ролях в обоих фильмах Адриано Челентано и общий стиль данных кинофильмов.
Как и в случае с предыдущим фильмом, весьма посредственная картина избежала провала в итальянском прокате исключительно благодаря популярности Челентано, хотя тот и снялся лишь в очень небольшой роли.

## В ролях
- Марио Каротенуто - Паоло Валенте
- Мариса Мерлини - Мариса Лорето
- Карин Бааль - подруга Отелло
- Теренс Хилл - Отелло
- Раффаель Пизу - Орландо
- Джордана Милетич
- Альдо Джуффре - Бруно
- Тиберио Мурджа - Калогеро
- Федель Джентиле - бригадир Альтарелли
- Адриано Челентано - певец
- Джорджио Габер - певец
- Мина Мадзини - певица
- Колин Хикс - певец
- Чиччо Барби;
- Жаклин Дерваль;
- Пина Галлини;
- Джермано Лонго;
- Тиберио Митри;
- Мария Грация Спина;
- Леопольдо Валентини.
- Aрольдо Tиери - Анцилотто
- Дори Дорика - Франчина
- Мара Берни - Доменика

## Съёмочная группа
- Режиссёр — Мауро Морасси;
- Сценаристы — Оттавио Алесси, Фабио Де Агостини, Уго Гуерра;
- Оператор — Лучано Трасатти;
- Композитор — Эцио Леони;
- Продюсеры — Назарио Де Агостини, Габриэль Сильвестри.